# 中埜和英
中埜 和英（なかの かずひで、1950年9月18日 - 2022年8月21日）は、日本の実業家。前名は中埜又左エ門和英。8代中野又左衛門。元ミツカングループ本社社長、元ミツカンホールディングス会長。

## 来歴
愛知県半田市に、7代中埜又左エ門の中埜政一の長男として生まれる。1973年3月、慶應義塾大学商学部卒業。同年4月、株式会社中埜酢店に入社。
1998年、ミツカンは企業再編し、「株式会社ミツカングループ本社」（現・ミツカンホールディングス）となる。
2002年、7代目中埜又左エ門社長が死去。父の死に伴い、同年5月24日にミツカングループ本社代表取締役社長に就任。2003年6月24日に8代又左エ門を襲名したが、元の名である和英を残して又左エ門和英となる。2010年11月、藍綬褒章受章。
2014年5月、ミツカンホールディングス社長を退任し、同会長に就任。社長は専務の長谷川研治が就いた。この人事に伴い、再び中埜和英に改名した。長谷川は2016年5月23日に健康上の理由で退任。以降は社長は空席で、中埜和英と長女の中埜裕子専務らが共同で経営を担った。2020年11月、旭日中綬章受章。
2021年5月24日、中埜は、長女の中埜裕子（当時45歳）を社長、次女の中埜聖子（当時42歳）を副社長とする新体制を敷いた。中埜はオンライン会見で、自身が40代で代表権を持つ専務として実質的に経営を担った経緯を述べ、「若いメンバーが十年先を目指して力強く推進していくことが重要だ」と語った。 
2022年8月21日、急性心不全のため、半田市の自宅で死去。71歳没。死没日付をもって正五位に叙された。

## 親族
- 妻の美和（聖心女子大学文学部卒業）は、西野金陵創業家出身の西野嘉右衛門の娘。Mizkanホールディングス会長兼CEO。
- 長女の中埜裕子（成蹊大学法学部卒業）は、19歳のときに祖父の中埜政一と養子縁組をした[14]。2021年にMizkanホールディングス社長兼副CEOに就任。現在は、子会社Mizkanの代表取締役会長も兼任。
- 二女の中埜聖子（甲南大学経済学部卒業）は、20歳のときに祖父の中埜政一と養子縁組をした[14]。2013年5月に投資銀行従業員と結婚。夫の大輔は姓を中埜に変え、ミツカンに入社した。聖子は英国赴任中の2014年8月に男児を出産した。中埜和英は妻と渡英し、生後4日後、中埜大輔に「養子縁組届出書」に署名するよう迫った。夫の大輔は、和英の命により2015年に大阪の物流センターへの異動となり、単身帰国した。この人事を不服とする大輔は名古屋地裁に訴え、2016年3月、同裁判所は、不当配転との主張を認め、異動を無効とする仮処分を下した。同年、聖子は大輔と離婚[15][16][17]。2021年、聖子はMizkanホールディングス副社長に就任した[18]。
- 中埜聖子の元夫の中埜大輔（慶應義塾大学商学部卒業）は、2021年6月1日、元棋士の橋本崇載らと日本外国特派員協会で、共同親権と児童虐待に関する記者会見を開き、自身らの体験を訴えた[19]。同年、「ミツカン社とその創業家によって、生まれたばかりの長男と引き離されたことは、国際法違反の児童虐待である」として、和英と美和夫妻を相手に損害賠償請求訴訟を起こし、2022年1月13日に東京地裁で第1回口頭弁論が開かれた[20]。8月9日、尋問手続が行われ、和英と美和夫妻、聖子は出廷。中埜大輔は和英・美和夫妻と8年ぶりに対面するが[21]、それから12日後、和英はこの世を去った[12]。2023年2月9日、東京地裁は離婚の強要はなかったと判断し中埜大輔の請求を棄却した[22]。